# Jahantighi
Der Jahantighi-(Klan) oder Jahantigh (Persisch: جهانتیغی) ist einer der ältesten Sistani-Klans in der iranischen Provinz Sistan und Belutschistan. Dieser Klan führt seine Wurzeln bis auf die antiken Helden von Sistan und Perserreich, einschließlich des Adelsgeschlecht der Suren, zurück.
Im Laufe der Geschichte Sistans waren Mitglieder dieses Klans stets Krieger und bildeten vor der Entstehung moderner iranischen Armee in der Zeit von Reza Schah Pahlavi einen Teil der Aufgebote iranischer Herrscher. Die Anführer des Klans waren jedoch nicht nur Krieger, sondern auch teilweise regionale Herrscher in Sistan.
Sistans Blütezeit fiel in das 8. bis 15. Jahrhundert. Sogenannte Maliks waren die regionalen Herrscher, die sich abwechselnd den umliegenden Mächten unterwarfen oder aber als Unterkönige autonom oder sogar souverän die Herrschaft ausübten. Während viele Maliks zum Clan der Saffariden bzw. Kianis gehörten, waren in vielen in heutigem Iran und Afghanistan liegenden Regionen Sistans auch Mitglieder des Jahantighi-Clans die regional herrschende Vasallen der von Saffariden abstammenden Kianis.
Laut der meisten historischen Quellen Sistans wurde der Klan eines der Sistani-Maliks im Jahr 1739 nach dem Schlacht von Karnal von Nader Schah mit dem Titel Jahantighi geehrt, was auf Persisch eine Verknüpfung der beiden Wörter Welt und Schwert ist.
Heute umfasst der gesamte Klan ca. 6000 Familien in den iranischen Provinzen Sistan und Belutschistan, Chorasan Razavi, Teheran und Golestan. Die bekanntesten Adelsgeschlechter dieses Klans sind die Familien Firuzi Jahantigh und Bordbar Jahantighi, obwohl viele Mitglieder des Stammes nur den Nachnamen Jahantigh oder Jahantighi tragen.